# راشيم رايت
راشيم رايت (بالإنجليزية: Rasheim Wright)‏ : لاعب كرة سلة أردني، لعب في صفوف نادي زين الأردني فاست لينك سابقاً وفي صفوف المنتخب الأردني لكرة السلة وهو من أفضل اللاعبين على مستوى آسيا، وانتقل إلى نادي الزمالك عام 2008. وهو من مواليد 1981 وطوله 193 سم.
هو لاعب كرة سلة محترف أردني الجنسية أمريكي الأصل انتقل إلى نادي زين الأردني وقدم الكثير له، ومن بعدها انتقل مجددا إلى نادي عربي آخر هو نادي الزمالك المصري.

## روابط خارجية
- راشيم رايت على موقع الاتحاد الدولي لكرة السلة (الإنجليزية)
- راشيم رايت على موقع كرة السلة الأوروبية.كوم (الإنجليزية)
- راشيم رايت على موقع ريلجم (الإنجليزية)
- راشيم رايت على موقع بروبوليرز (الإنجليزية)
- راشيم رايت على موقع سبورتس رفرنس (الإنجليزية)